# Lieven Lybeer
Lieven Lybeer (Kortrijk, 25 februari 1959) is een voormalig Belgisch politicus voor de CD&V.
Na zijn middelbare studies aan het VTI in Kortrijk, waar hij Industriële wetenschappen volgde, volgde hij een hogere opleiding tot Maatschappelijk Werker aan het Ipsoc in Kortrijk. Later volgde hij een opleiding tot consulent in de Sociale Wetgeving aan het Vormingsinstituut te Kortrijk. Lybeer was schepen van wonen, werk en welzijn in de stad Kortrijk en was van 2008 tot 2011 waarnemend burgemeester. Hij is getrouwd en heeft twee kinderen.
Na de gemeenteraadsverkiezingen van 2012 verhuisde de CD&V naar de oppositie in Kortrijk. Lybeer kon aan de slag op het kabinet van minister Hendrik Bogaert maar koos finaal voor de job van directeur van de Tieltse Bouwmaatschappij die hij tot aan zijn ontslag in 2020 uitoefende.
Tussen 2006 en 2012 zetelt hij als provincieraadslid in West-Vlaanderen.
In april werd hij directeur van de Tieltse Bouwmaatschappij, een sociale huisvestingsmaatschappij. In 2023 werd hij correctioneel veroordeeld omdat hij bij die maatschappij illegaal onkostenvergoedingen zou hebben opgestreken na schriftvervalsing. Lybeer beweerde dat het om een afrekening ging, maar de rechter ging daar niet in mee. Hij kreeg een voorwaardelijke gevangenisstraf en een geldboete opgelegd, naast een schadevergoeding voor de maatschappij. Daar werd Lybeer in 2020 ontslagen.